# Maniola infrarecticulata
Maniola infrarecticulata är en fjärilsart som beskrevs av Barend J. Lempke 1957. Maniola infrarecticulata ingår i släktet Maniola och familjen praktfjärilar. Inga underarter finns listade i Catalogue of Life.